# Maximilian Spinola
Maximilian Spinola (del italiano: Massimiliano Spinola) fue un entomólogo, y naturalista italiano. Nació el 10 de julio de 1780, en Pézenas Hérault y murió el 12 de noviembre de 1857 en Tassarolo, Alejandría.
La familia de Spinola era muy antigua y tenía gran riqueza, residían en Génova. Maximiliano Spinosa era un descendiente del famoso general español Ambrosio Spinola (1569-1630), marqués de los Balbases y muchas de sus riquezas derivaron de tierra que tenían en España y América del Sur de dónde recibió muchos insectos.
Realizó abultadas compras de colecciones, de grandes y vistosos escarabajos tropicales, y de avispas. Sus contribuciones entomológicas estaban principalmente en los órdenes Coleoptera, Hymenoptera y Hemiptera.
Spinola hizo contribuciones muy importantes a la entomología, mientras describió muchas taxa, sobre todo en
- Spinola M. 1850. Tavola sinottica dei generi spettani todo el insetti de degli de classe Arthroidignati, Hemiptera Linn., Latr. - Rhyngota Fab. - Rhynchota Burm. El del de Memoria Socio el signor de Attuale Marchese Massimiliano Spinola Módena, Dal tipi delle R.D. la Cámara. Soc. Ital. Sci., T.25, PT.1: 138 PP.

Maximiliano Spinola, fue miembro ordinario de la Sociedad de Entomológica de Londres en el primer volumen de la Sociedad de transacciones publicado en 1836.
Los Coleoptera de Spinola (con tipos comprados a Dejean); Hymenoptera (con tipos comprados de Audinet-Serville y Lepeletier); Heteroptera y Homoptera están en Museo Regionale di Scienze Naturali (Museo Regional de Ciencias Naturales) de Turín, Italia. La mayoría de sus Tipos son conservados, estando en buenas condiciones.

## Obra
- 1806. Insectorum Liguriæ Species Novæ aut Rariores, quas in agro Ligustico nuper detexit, descripsit, et iconibus illustravit. Tom. 1. xvii+159 pp. Genuæ.

- 1808. Insectorum Liguriae species novae aut rariores, quae in agro Ligustico nuper detexit, descripsit et iconibus illustravit Maximilianus Spinola, adjecto Catalogo spiecierum auctoribus jam enumeratarum, quae in eadam regione occurrunt, Vol. 2. Gravier, Genuae.

- 1839. Compte rendu des hyménoptères recueillis par M. Fischer pendant son voyage en Égypte, et communiqués par M. le Docteur Waltl a Maximilien. Annales de la Société Entomologique de France 7: 437-546

- 1839 Essai sur les Fulgorelles, sous-tribu de la tribu des Cicadaires, ordre des Rhynchotes Ann. Soc. ent. France 8, 133-137, 339-454

- 1843. Sur quelques Hyménoptères peu connus, recueillis en Espagne, pendant l’année 1842, par M. Víctor Ghiliani, voyageur-naturaliste. Annales de la Société Entomologique de France (2)1: 111-144

- 1851. Hyménopteros. in Gay, C., Historia Física y Política de Chile. Zoología. Vol. 6. Casa del autor, París. Pp. 153-569

- 1853. Compte rendu des hyménoptères inédits provenants du voyage entokologique de M. Ghiliani dans le Para en 1846. Memoire della Reale Accademia della Scienze di Torino (2)13: 19-94

## Abreviatura (zoología)
La abreviatura Spinola  se emplea para indicar a Maximilian Spinola como autoridad en la descripción y taxonomía en zoología.